# انتخابات مجلس عراق (دسامبر ۲۰۰۵)
انتخابات مجلس عراق به تاریخ ۲۴ آذر ۱۳۸۴ (۱۵ دسامبر ۲۰۰۵ میلادی) برگزار شد.
در این انتخابات ۲۷۵ نماینده که با آراء مستقیم مردم عراق انتخاب شده بودند، به مجلس راه یافتند. در شمارش نهایی حزب ائتلاف ملی عراق به سرکردگی ابراهیم جعفری توانست ۴۱٫۲ درصد آراء را به خود اختصاص دهد و پیروز میدان رقابت باشد. این نخستین انتخابات آزاد مجلس نواب عراق در عراق بعد از انعقاد قانون اساسی این کشور بعد از سقوط صدام حسین بود و از این حیث از اهمیت ویژه‌ای برخوردار بود.

## نتیجه انتخابات
حزب ائتلاف ملی عراق که پیروز انتخابات بود، متشکل از گروه‌های متعدد شیعه بود که به فرمان آیت‌الله سیستانی تحت عنوان ائتلاف ملی عراق (ائتلاف عراق یکپارچه) در انتخابات شرکت کرد. این ائتلاف توانست ۱۲۸ کرسی از مجموع ۲۷۵ کرسی مجلس نمایندگان را به خود اختصاص دهد.
دو حزب اصلی کردی یعنی اتحادیه میهنی کردستان و حزب دموکرات کردستان عراق نیز توانستند در قالب ائتلاف دموکراتیک میهنی کردستان، ۵۳ کرسی کسب کنند و اتحاد اسلامی کردستان نیز ۵ کرسی را از آن خود ساخت.
با وجود تحریم انتخابات از برخی احزاب سیاسی سنی‌مذهب عراق، جبهه توافق عراق که متشکل از چند حزب سنی از جمله حزب اسلامی عراق و تجمع مردم عراق بود، ۴۴ کرسی و شورای گفتگوی ملی عراق نیز ۱۱ کرسی را به دست آورد. ائتلاف میهنی عراق تحت رهبری ایاد علاوی نیز ۲۵ کرسی کسب نمود و بقیه کرسی‌ها به احزاب و شخصیت‌های دیگر تعلق گرفت.

## تشکیل دولت
روند تشکیل دولت بعد از انتخابات دسامبر ۲۰۰۵، بسیار پیچیده بود و با وجود ائتلاف بین گروه‌های شیعی و کرد عراقی، توافق بر سر پست‌های ریاست جمهوری عراق، نخست‌وزیری و اعضای کابینه چندین ماه به طول انجامید و سرانجام جلال طالبانی به عنوان رئیس‌جمهور و نوری مالکی به عنوان نخست‌وزیر عراق انتخاب شدند. بعد از این انتصابات بود که اختلاف نظرهای بعدی باعث گسست در ائتلاف ملی عراق به وجود آمد و موجب جدایی جریان صدر و حزب فضیلت از ائتلاف عراق یکپارچه شد. علاوه بر این، نارضایتی سیاستمداران جریان صدر و مجلس اعلای اسلامی عراق از رویکرد اقتدارگرایانه مالکی در مسند نخست‌وزیری، باعث گسست‌ها و اختلاف‌نظرهای جدی بیشتر در رقابت‌های بعدی شد.